# Batik
Pour les articles homonymes, voir Batik (homonymie).
Le batik (mot javanais) est une technique indonésienne de teinture résistante à la cire appliquée sur l'ensemble du tissu,,,,. Cette technique est originaire de l'île de Java, en Indonésie. Le batik est fabriqué soit en dessinant des points et des lignes de cire avec un outil à bec appelé “canting”, soit en imprimant la cire avec un tampon en cuivre appelé capuchon. La cire appliquée résiste aux colorants. L'artisan doit colorer de manière sélective en trempant le tissu dans une couleur, en retirant la cire avec de l'eau bouillante et en répétant si plusieurs couleurs sont souhaitées.
Le batik côtier indonésien (batik pesisir) fabriqué sur l'île de Java a une histoire d'acculturation, un mélange de cultures indigènes et étrangères. Il s'agit d'un modèle plus récent que le batik intérieur et il utilise plus de couleurs, bien que les motifs soient moins complexes. En effet, le batik intérieur était autrefois fabriqué par des experts sélectionnés vivant dans les zones des palais, tandis que le batik côtier peut être fabriqué par n'importe qui.
Le batik est très important pour les Indonésiens et beaucoup de gens le portent lors d'événements formels ou occasionnels. Le batik est couramment utilisé par les Indonésiens dans divers rituels, cérémonies, traditions, célébrations et même dans les usages quotidiens.
Le 2 octobre 2009, l'UNESCO a officiellement reconnu le batik – écrit batik (« batik tulis ») et estampillé (« batik cap ») — comme Chefs-d'œuvre du patrimoine oral et immatériel de l'humanité de Indonésie, et a encouragé le peuple indonésien et le gouvernement indonésien à sauvegarder, transmettre, promouvoir et développer l'artisanat du batik. Depuis, l'Indonésie célèbre « la Journée nationale du batik » (indonésien : Hari Batik Nasional) chaque année le 2 octobre. De nos jours, les Indonésiens portent du batik en l'honneur de cette ancienne tradition.
La même année, l'UNESCO a également reconnu « l'éducation et la formation au patrimoine culturel immatériel du batik indonésien pour les étudiants des niveaux primaire, secondaire, supérieur, professionnel et polytechnique, en collaboration avec le musée du batik de Pekalongan » comme un Chef-d'œuvre du patrimoine oral et immatériel de l'humanité dans la liste du Registre des bonnes pratiques de sauvegarde.

## Procédé
Le principe du batik consiste :

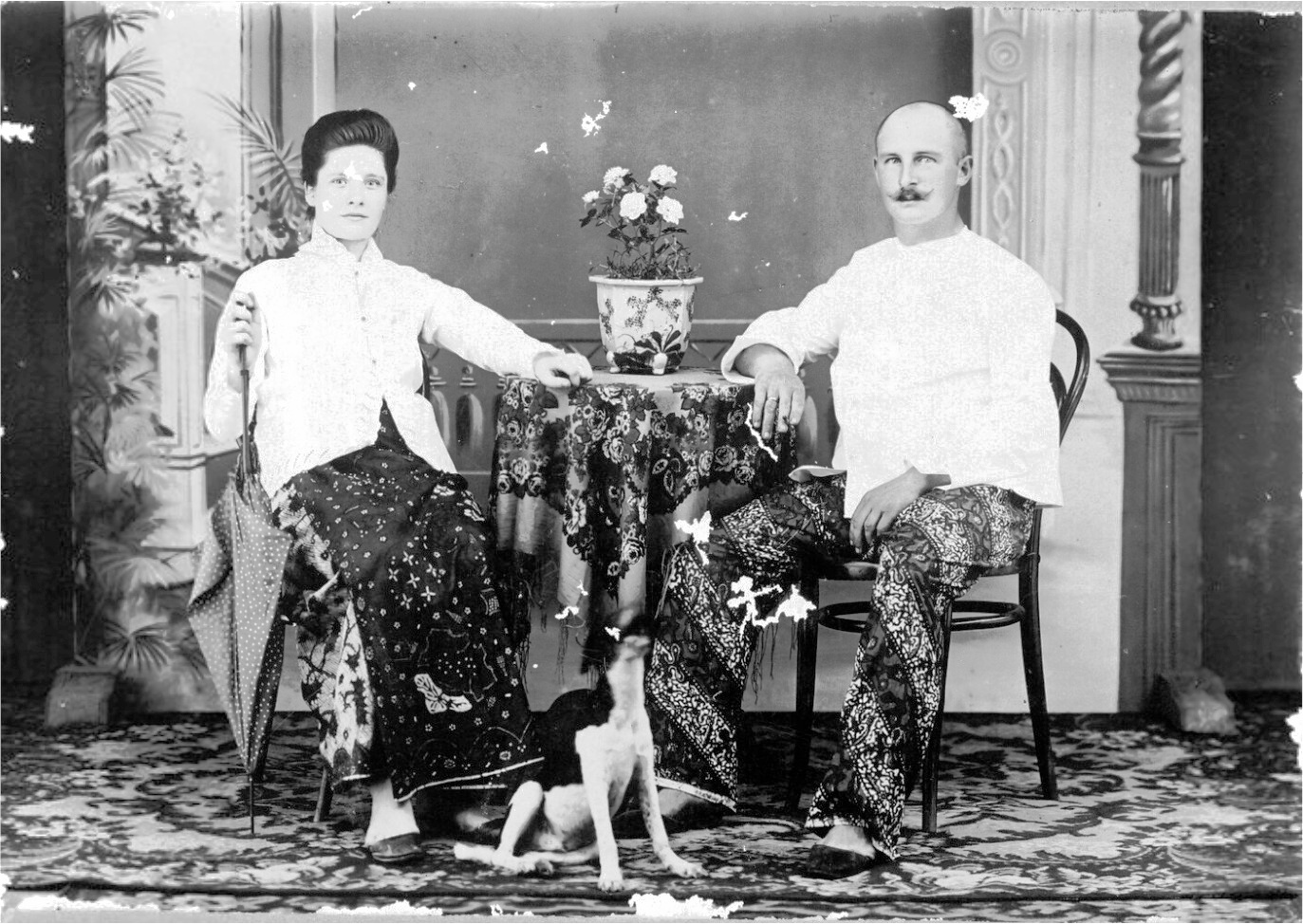
Couple européen des Indes néerlandaises portant du batik (1900-1920).

1. à dessiner sur le tissu le motif final à reproduire (cette opération n'est pas indispensable) ;
2. à tremper le tissu dans un bain de cire chaude - et à laisser refroidir ;
3. à enlever la cire avec un stylet aux parties du dessin (réel ou supposé) destiné à recevoir une première couleur ;
4. à appliquer cette couleur par trempage dans un bain de teinture ou en appliquant celle-ci au pinceau ;
5. à recommencer les opérations 2 à 4 successivement pour chacune des autres couleurs (de préférence en allant des couleurs claires aux plus foncées) ;
6. à la fin : à ôter la cire, soit avec un fer à repasser, soit par trempage dans l'eau bouillante.

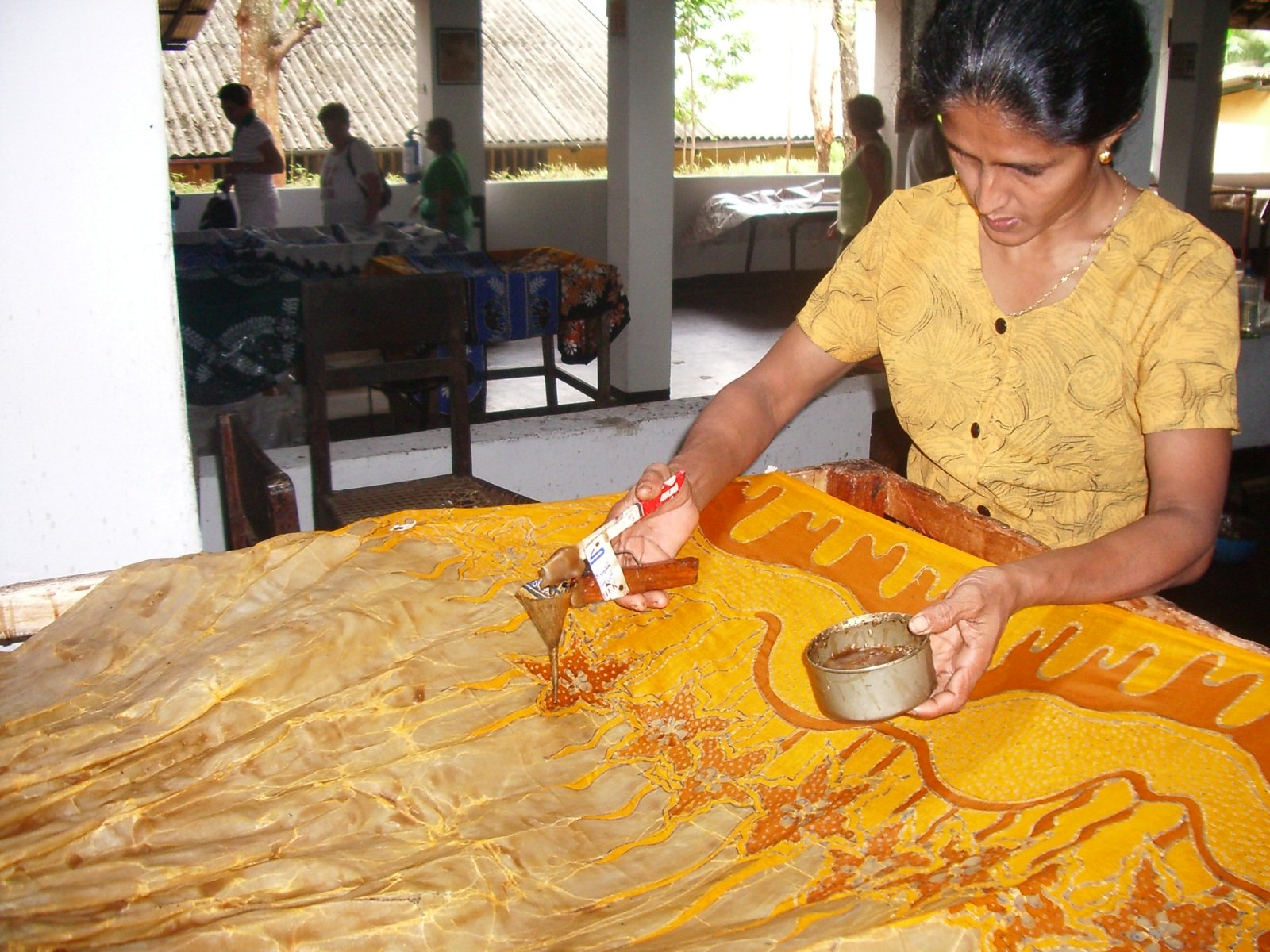
Fabrication de batik au Sri Lanka.
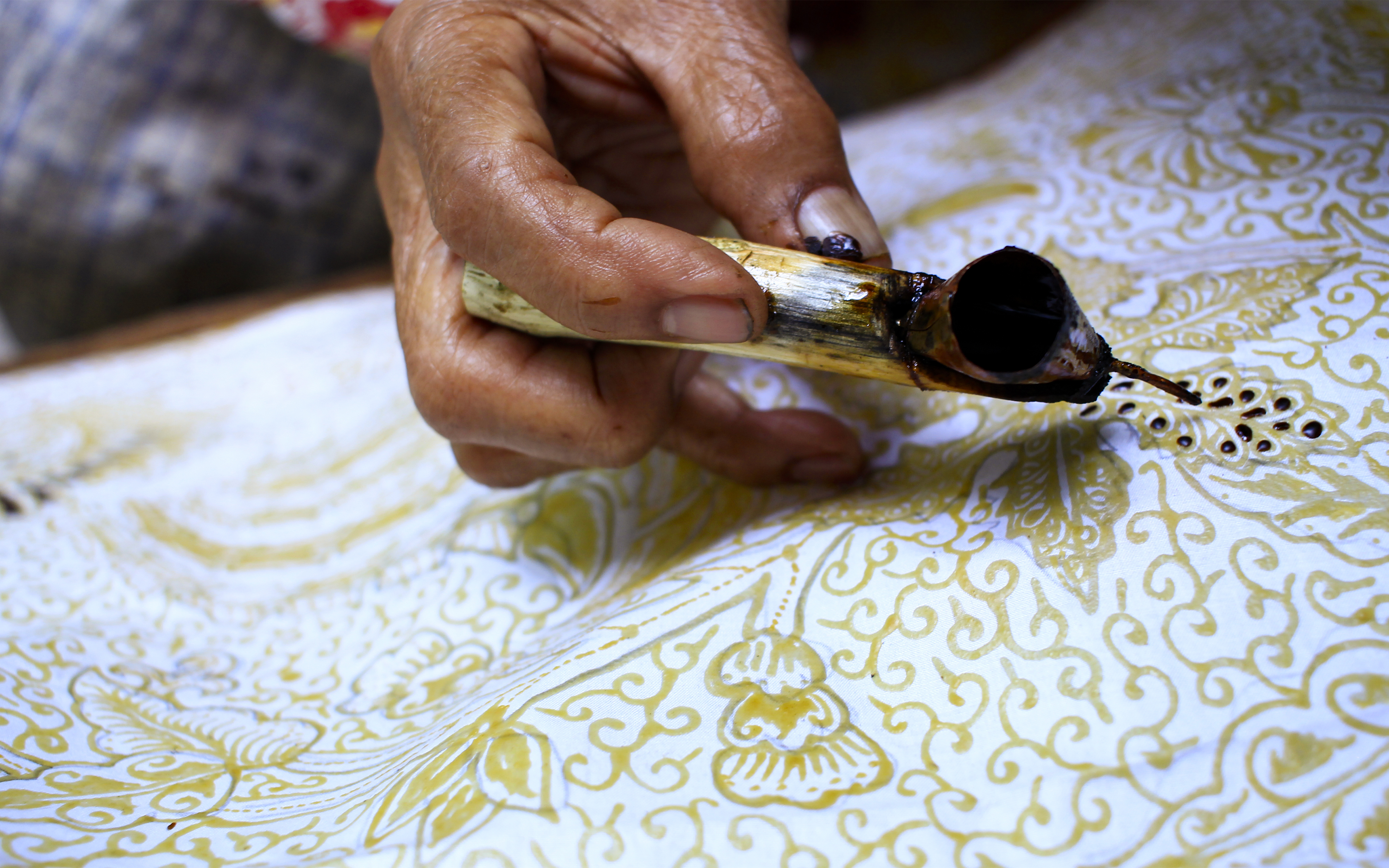
Batik indonésien, de procédé nembok, technique inscrite sur la liste représentative du patrimoine culturel immatériel de l'humanité.
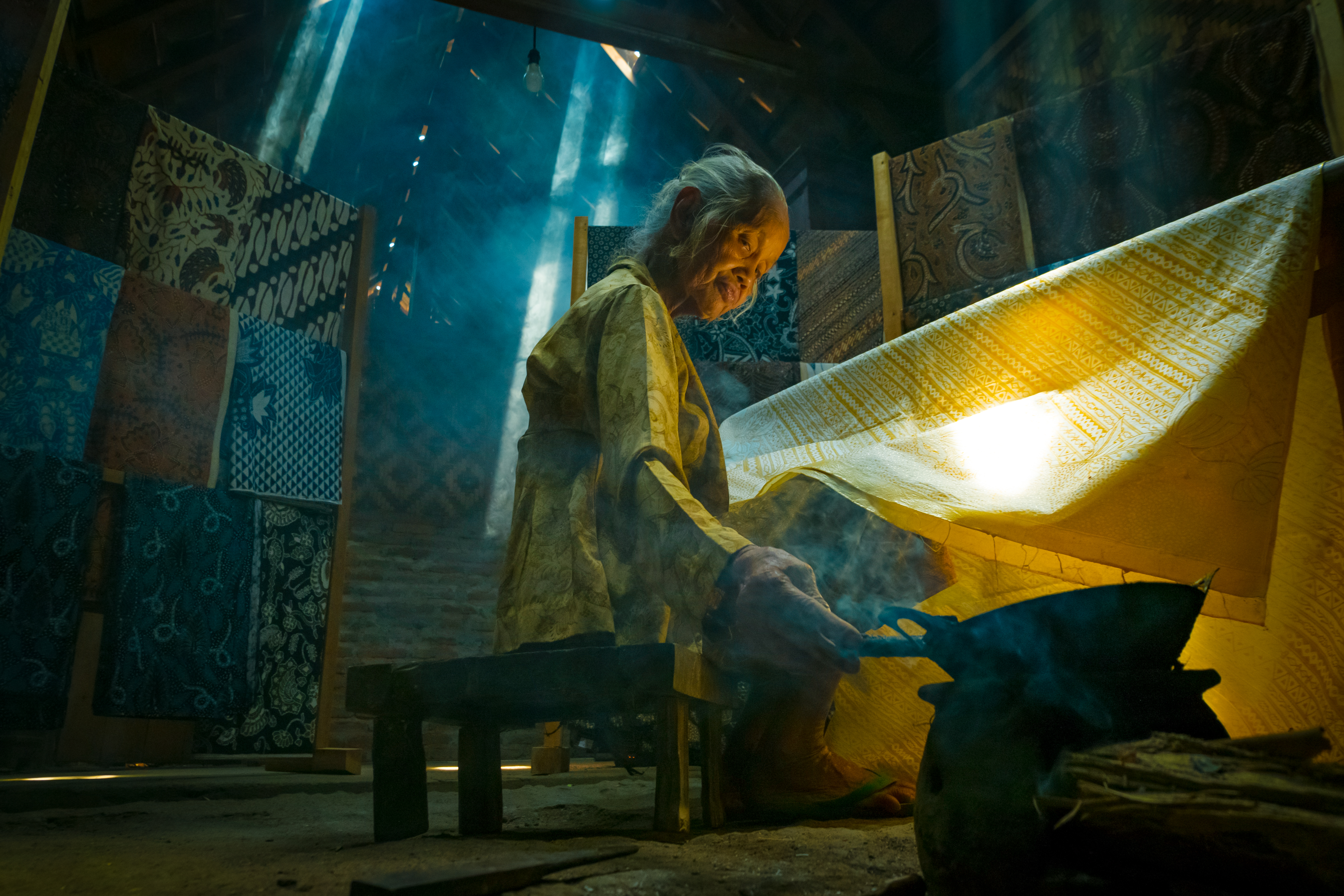
Maîtresse de batik au travail à Yogyakarta, sur l'île de Java. Septembre 2020.

Le procédé est aussi appelé « en réserve de cire », ou « coloration par épargne ».
Des procédés complémentaires peuvent être utilisés : emploi d'un fer chaud (au motif parfois complexe : dragon par exemple) pour ôter la cire aux emplacements d'une coloration (souvent pour faciliter le copiage de motifs répétitifs), simple brisure de la cire pour obtenir de fines lignes, grattage partiel pour obtenir des dégradés, etc.
Finalement, on obtient un tissu où se mêlent différents tons ou contrastes juxtaposés ou superposés, formant toutes sortes de motifs.

## Histoire
Les origines du batik remontent à un peu plus de mille ans, et cette technique d'impression, utilisant « l'épargne », se retrouve dans plusieurs communautés d'Afrique de l'Ouest, du Moyen-Orient et d'Asie.
Cette forme de peinture sur textile atteint son apogée dans le batik javanais, le plus élaboré de tous. Les hauts lieux de la fabrication encore très artisanale sont donc à Java, où l'on distingue deux grands styles :
- celui des villes royales de Solo, Yogyakarta et Banyumas dans le centre de l'île ;
- celui de la côte nord ou Pasisir, représenté notamment par Cirebon, Pekalongan et Lasem.

En Indonésie, en dehors de Java, on trouve les styles de Jambi et Palembang, deux régions qui historiquement ont subi une influence javanaise.
Le batik malaisien diffère du batik indonésien par un style plus épuré et des motifs couvrant de plus grandes surfaces de tissu.
Cette technique fut aussi beaucoup utilisée pendant la période Art nouveau et Art déco en Europe, notamment avec Madame Pangon.
La technique est encore utilisée aujourd'hui par des artistes et plasticiens contemporains.- ou pour démonstration à des touristes (mais alors, trop souvent, on se contente d'un petit échantillon, le reste étant simplement imprimé).

## Galerie

### Batik indonésien

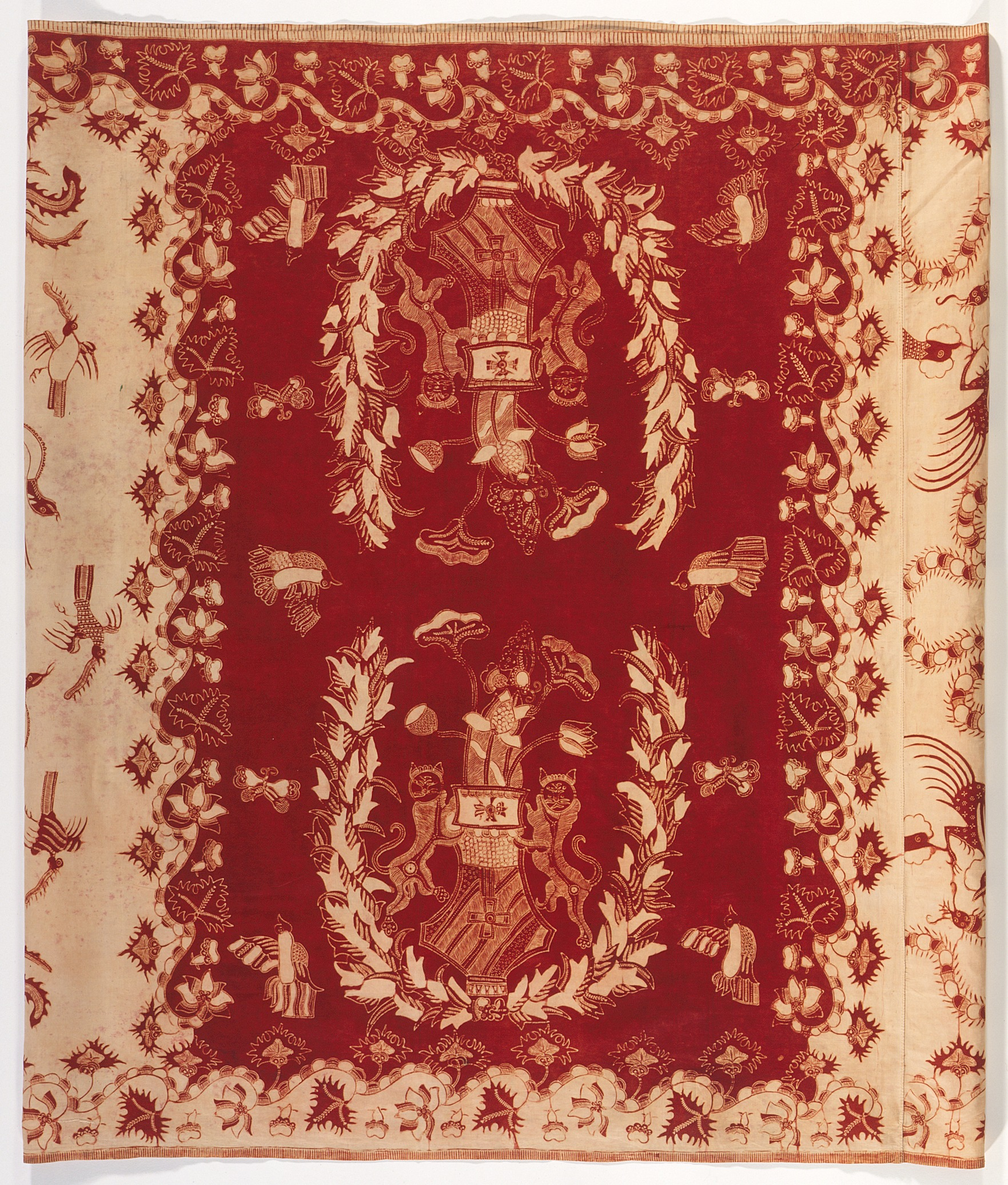
Haut d'un sarong de Banyumas des années 1880.
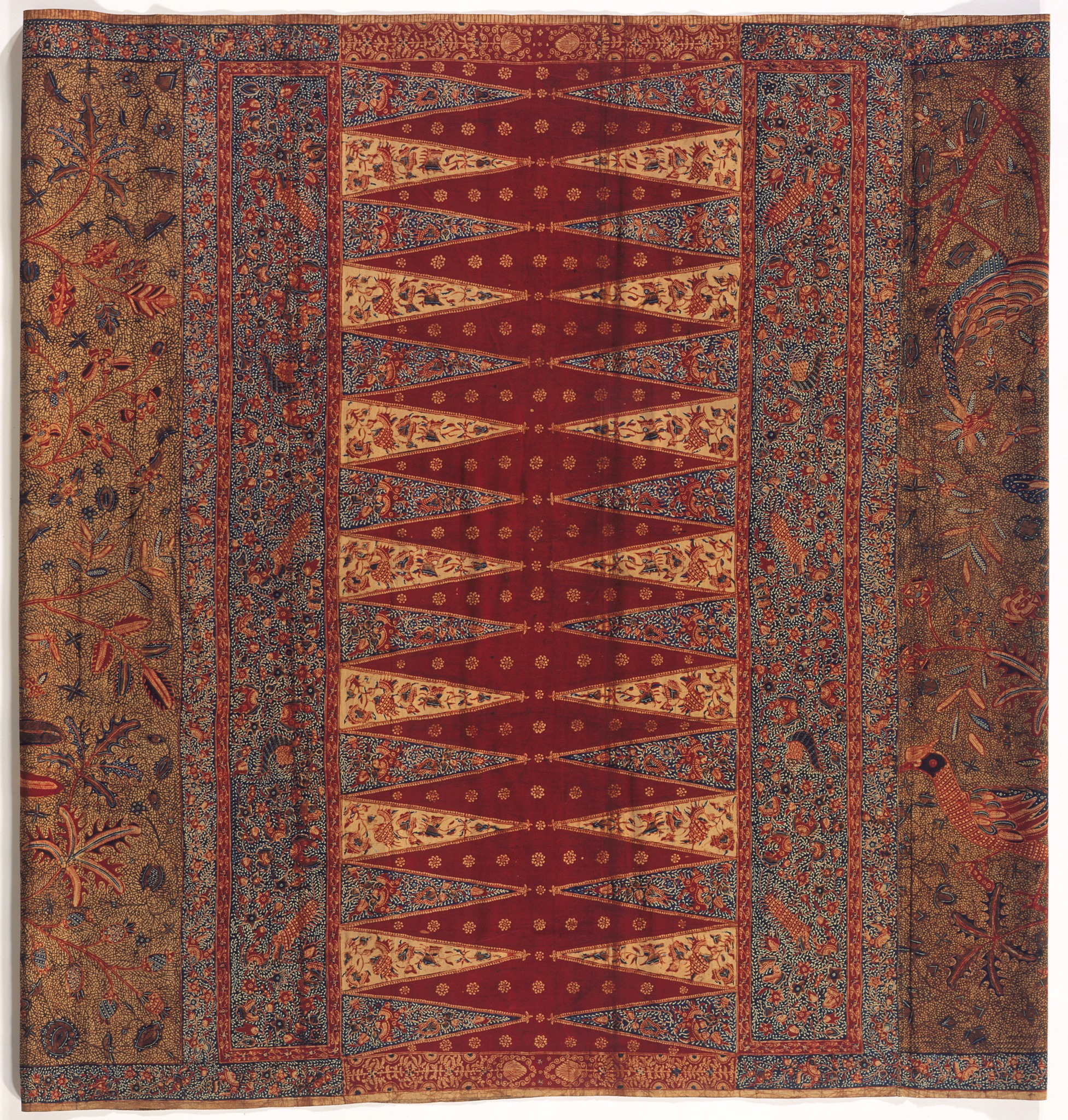
Motif Pasung ou pucuk rebung des années 1800.
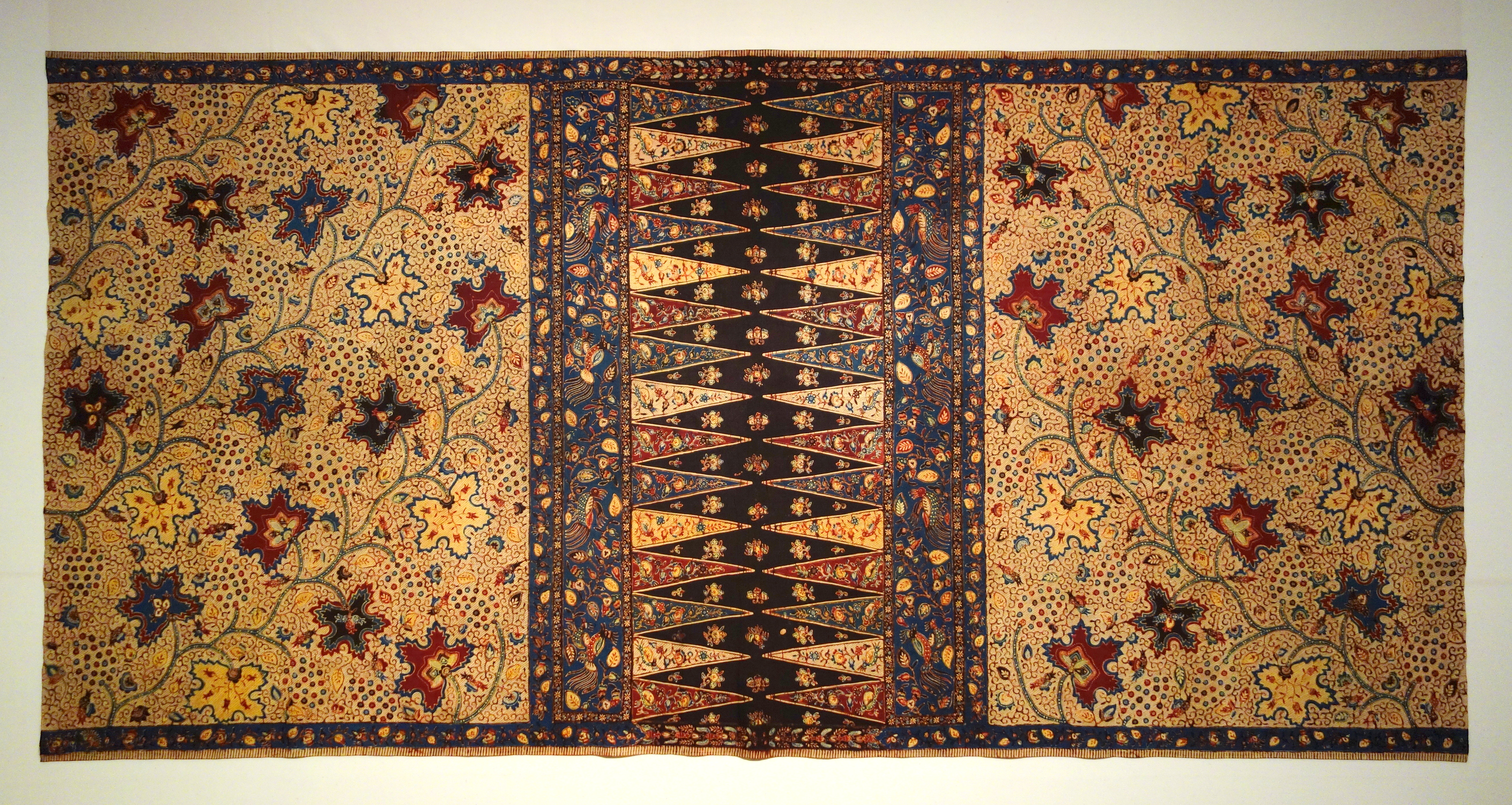
Sarong du nord de Java des années 1900.
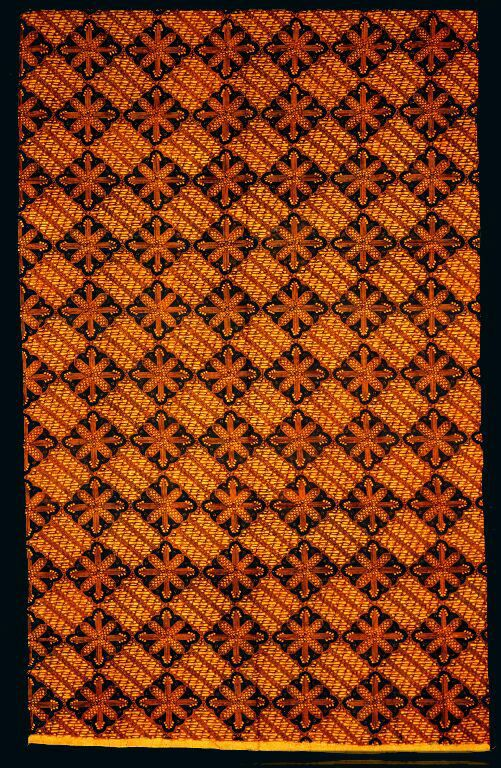
Batik indonésien, avant 1997.
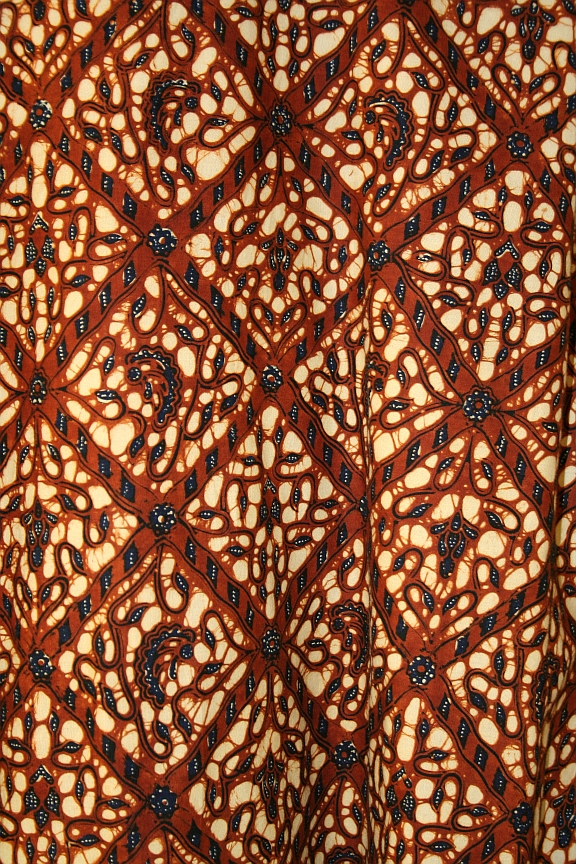
Batik de Java central (motif végétal traditionnel).
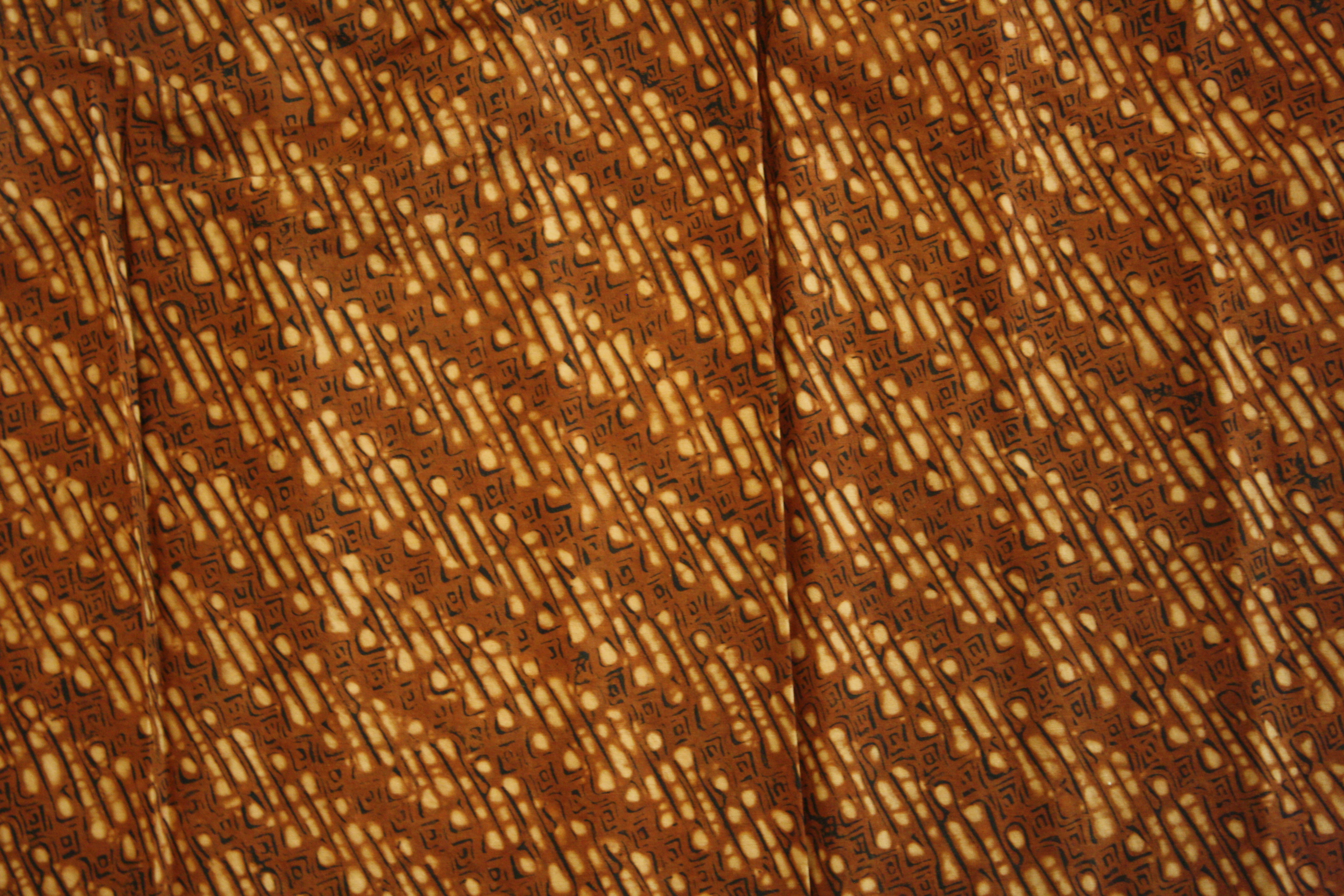
Motif Parang klithik de Solo.
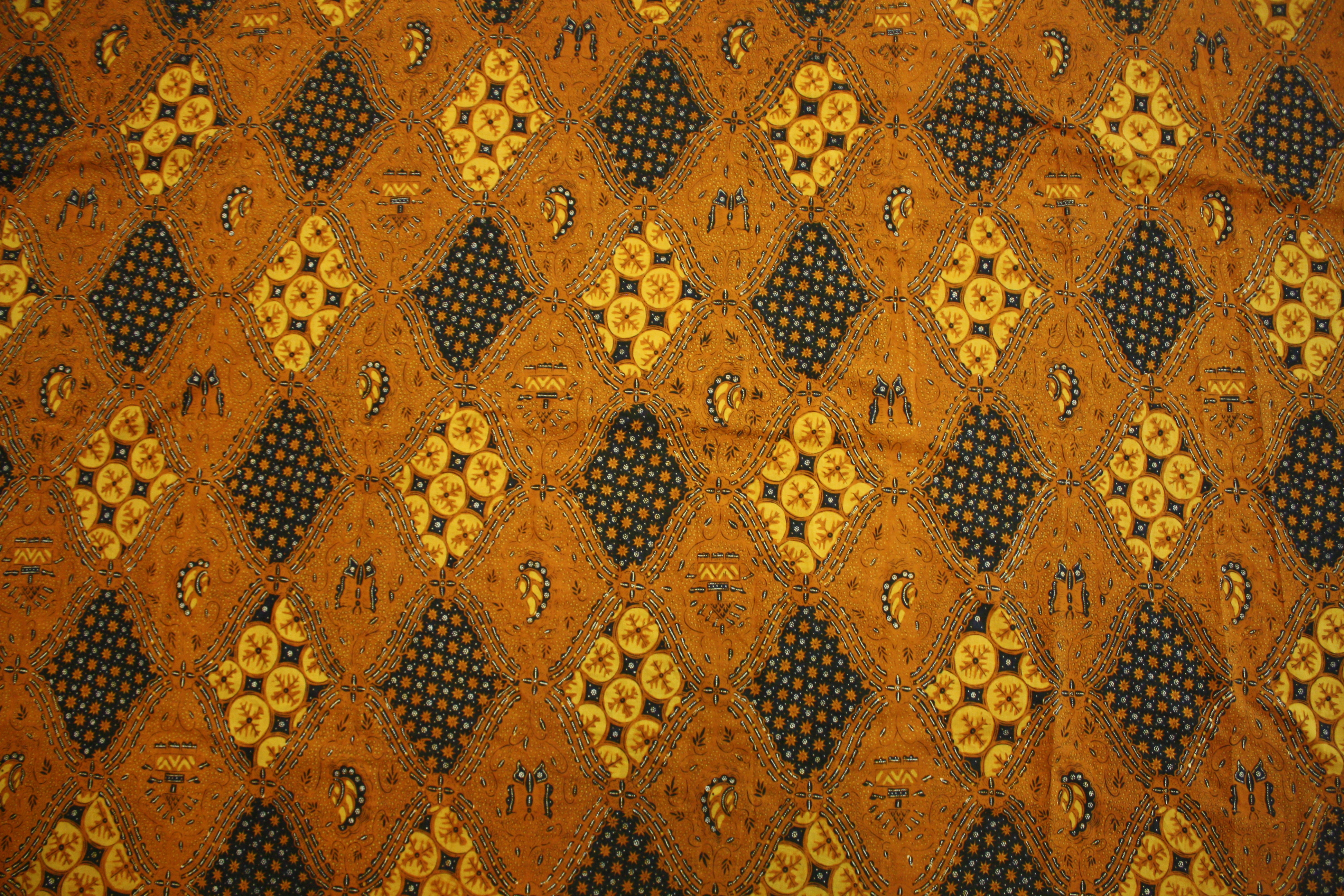
Motif Sidha Drajat de Solo.
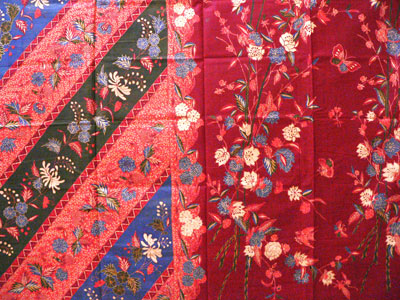
Couleur rouge brillante typique d'un batik de Lasem appelé abang getih pithik (rouge sang de poule).
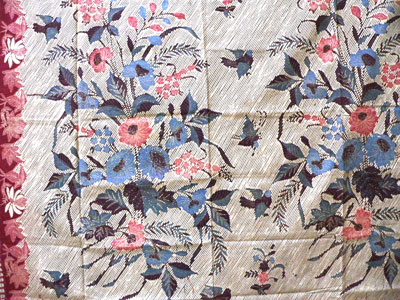
Motif de batik dit Buketan (Pekalongan).